# Дизенгоф-центр
Дизенгоф-центр (ивр. דיזנגוף סנטר‎) — торговый центр  на пересечении улиц Дизенгоф и Кинг-Джордж в Тель-Авиве, Израиль  Торговый центр назван в честь Меира Дизенгофа, первого мэра Тель-Авива.

## История
Дизенгоф-центр, спроектированный архитектором Ицхаком Яшаром, стал первым торговым центром в Израиле. Торговый центр построен на месте микрорайона Нордия. Строительство началось в 1972 году, а первый магазин открылся пятью годами позже, в 1977 году. Остальная часть торгового центра была закончена в 1983 году.
4 марта 1996 года, во время еврейского праздника Пурим, взрыв террориста-смертника возле Дизенгоф-центра унес жизни 13 человек, многие из которых были подростками в традиционных для этого праздника маскарадных костюмах.

## Обзор
В торговом центре имеется около 420 магазинов, включая специализированные (комиксы, видеоигры, гаджеты, филателия, плакаты), один кинотеатр («Лев-Дизенгоф», 6 залов), рестораны, интернет-кафе, центр дизайна «Soho», где проходят выставки со всего мира, бассейн на крыше и два спортзала. Торговый центр разделен на две части, расположенные по обеим сторонам улицы Дизенгоф и связанные друг с другом надземными и подземными переходами. Подземные части Дизенгоф-центра включают полностью оборудованное бомбоубежище с туалетами и душевыми, автономным водоснабжением, комнатами матери и ребёнка.

### Башни
Над торговым центром построены две башни — жилая башня над северной частью торгового центра, обычно называемая «Башня Дизенгоф», и офисная башня над юго-западной частью торгового центра, обычно называемая «Верхняя башня». Также в торговом центре есть большая подземная парковка.
Башня «Дизенгоф» была построена по заказу девелопера Авраама Пильца по проекту архитектора Мордехая Бен-Хорина. Она имеет 21 этаж и вмещает 226 квартир, причём большинство имеет окна на две стороны, для чего архитектору пришлось придать зданию достаточно сложную форму. 

## Галерея

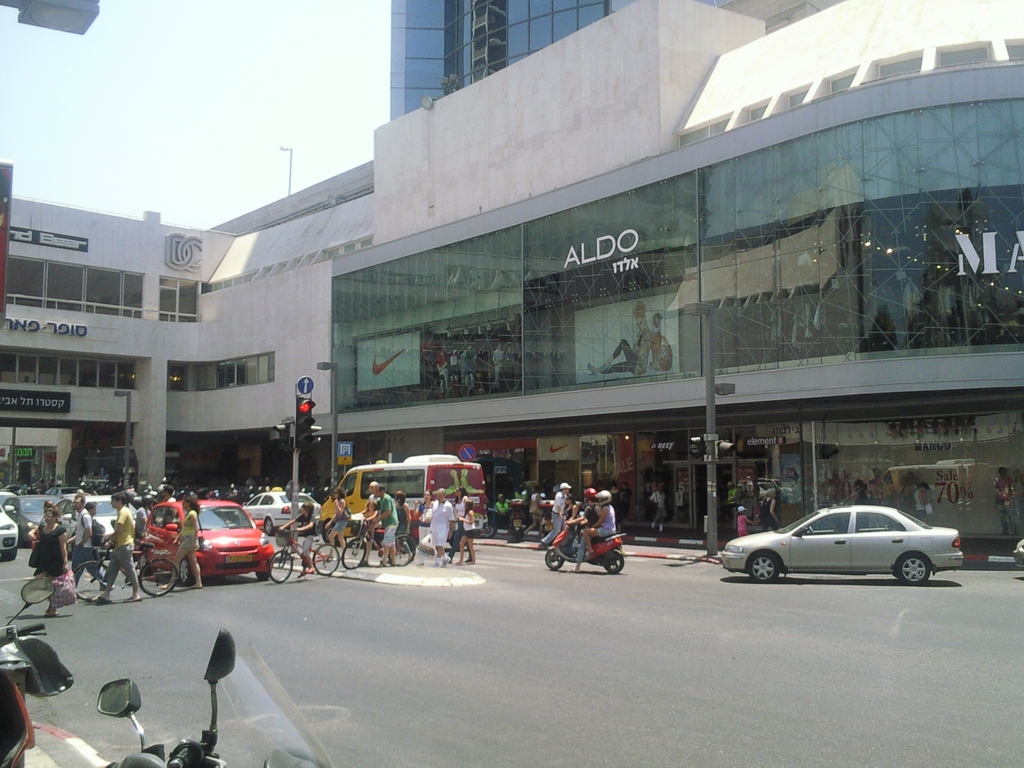
Дизенгоф-центр, северный фасад
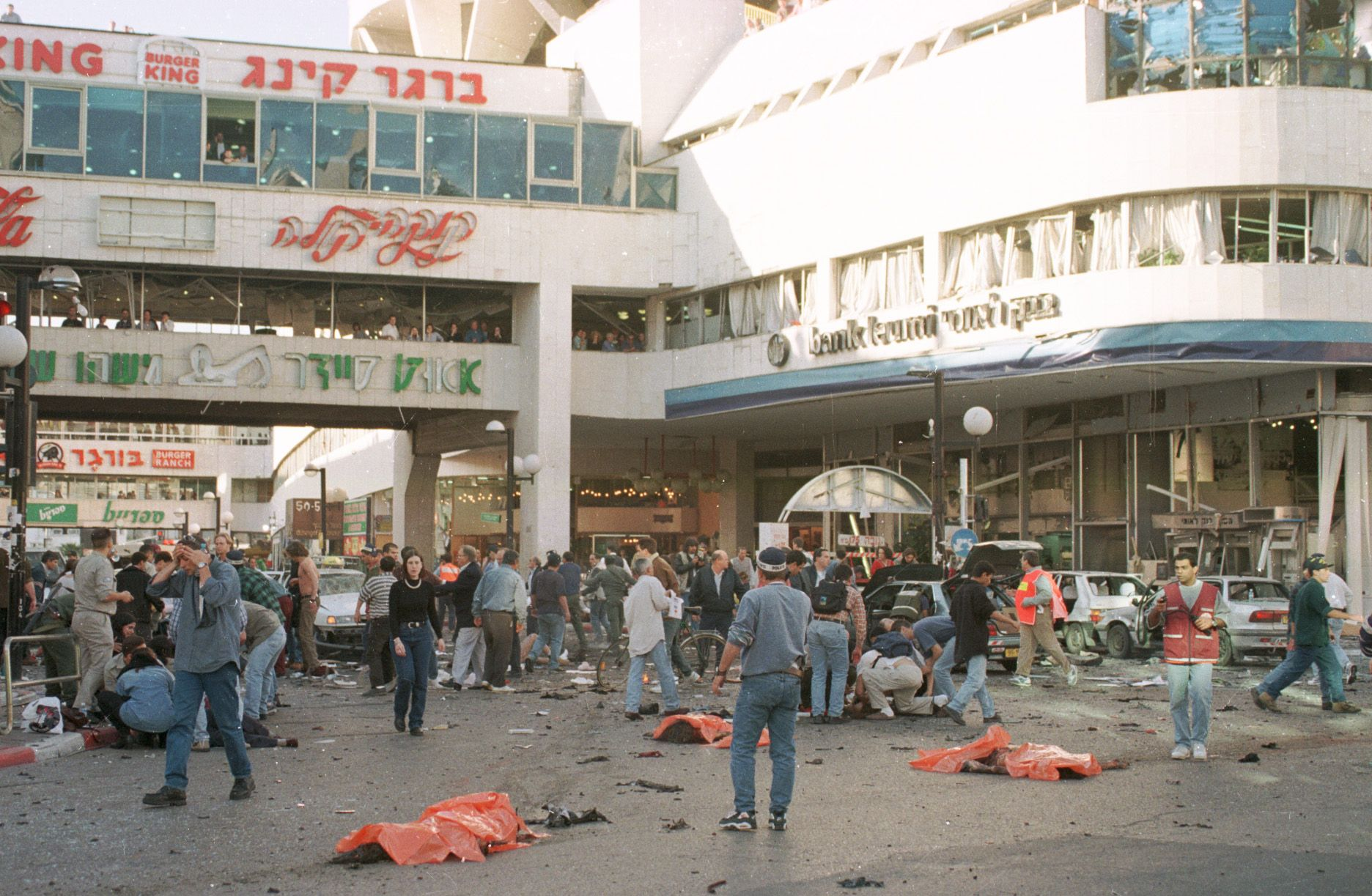
Дизенгоф-центр после теракта в этом районе, 1996 г.
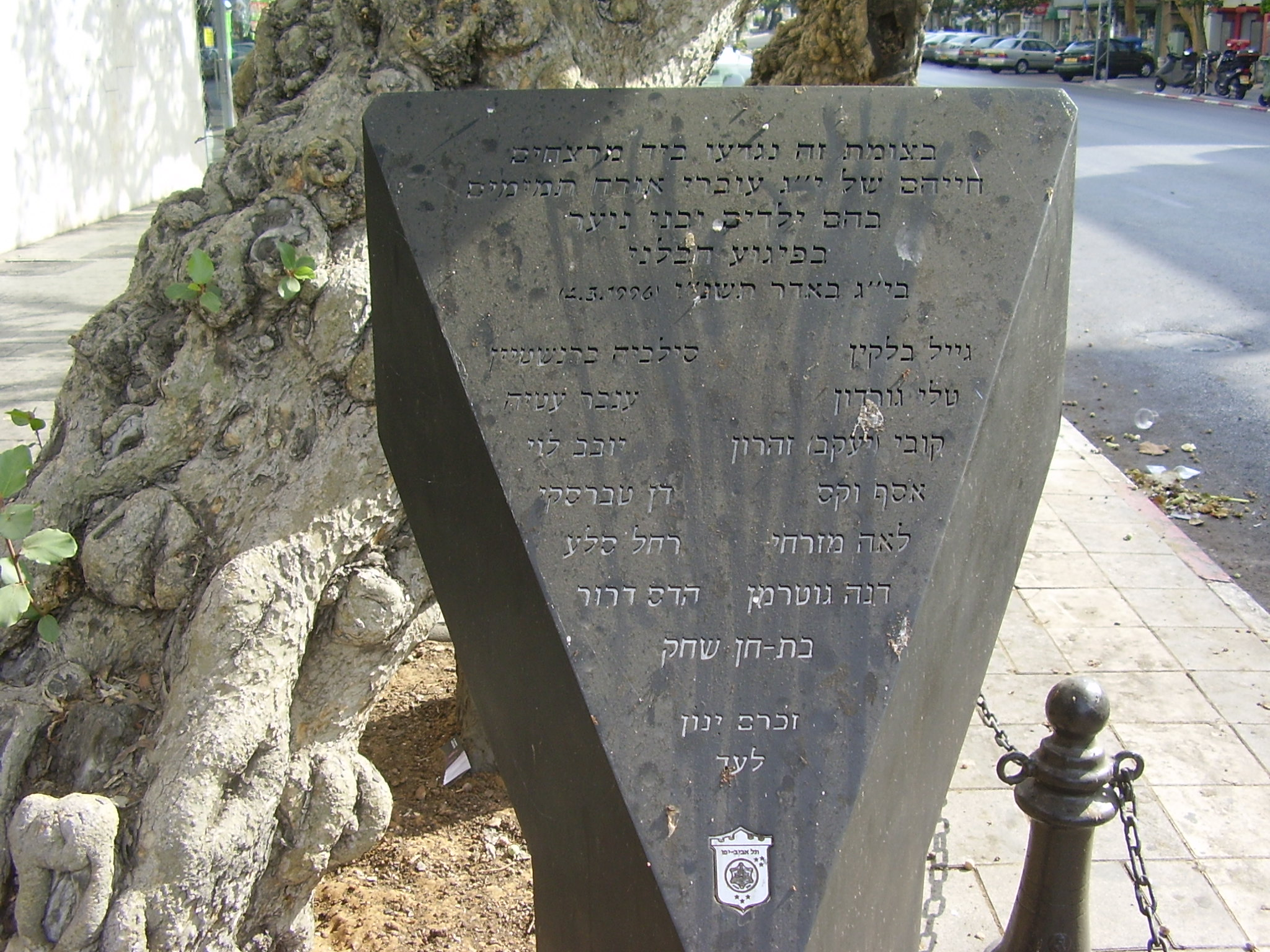
Памятник жертвам событий 1996 года.
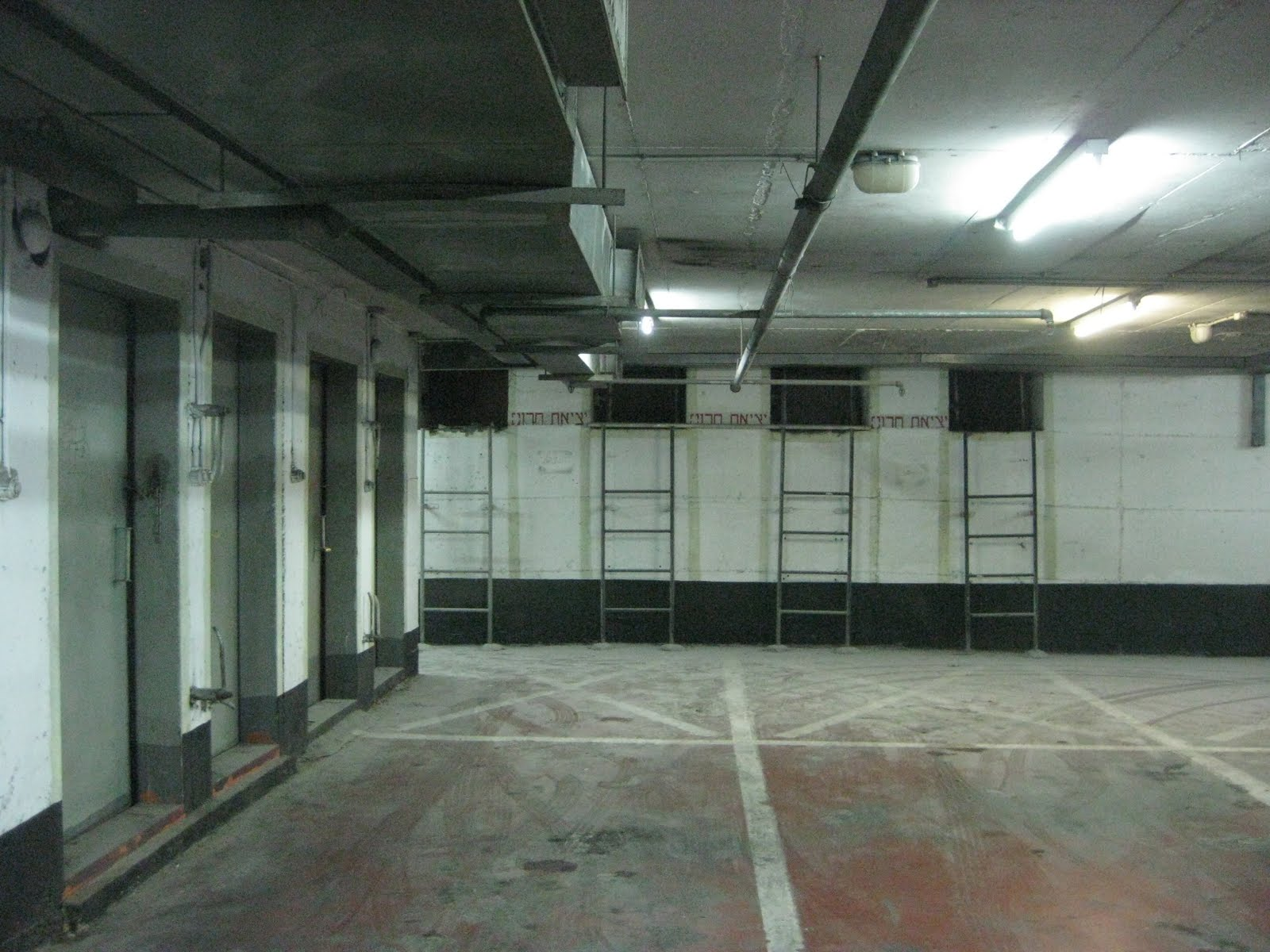
Подземные бомбоубежища Дизенгоф-центра.

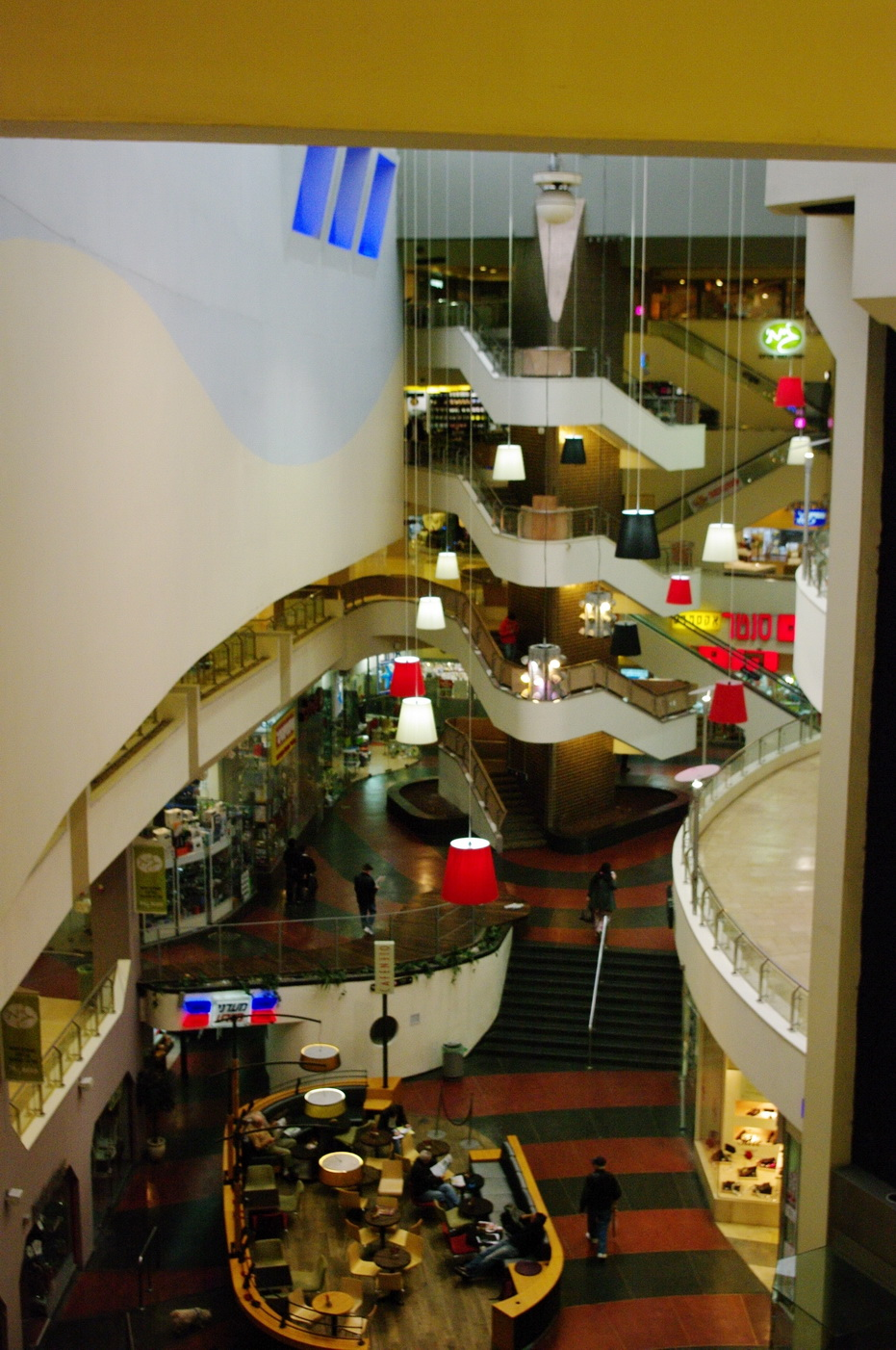
Внутренний вид Дизенгоф-центра
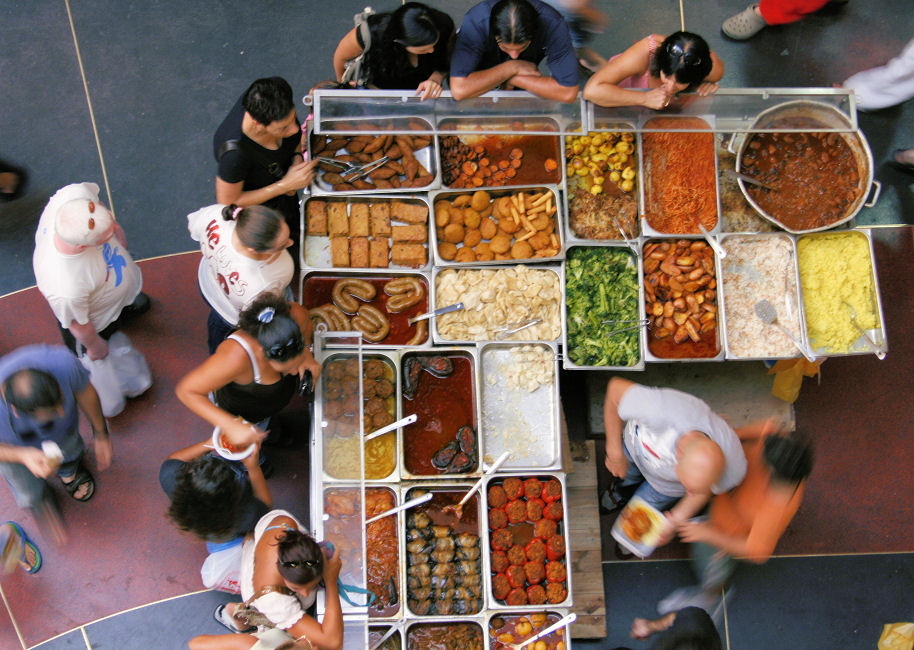
Фастфуд в торговом центре.
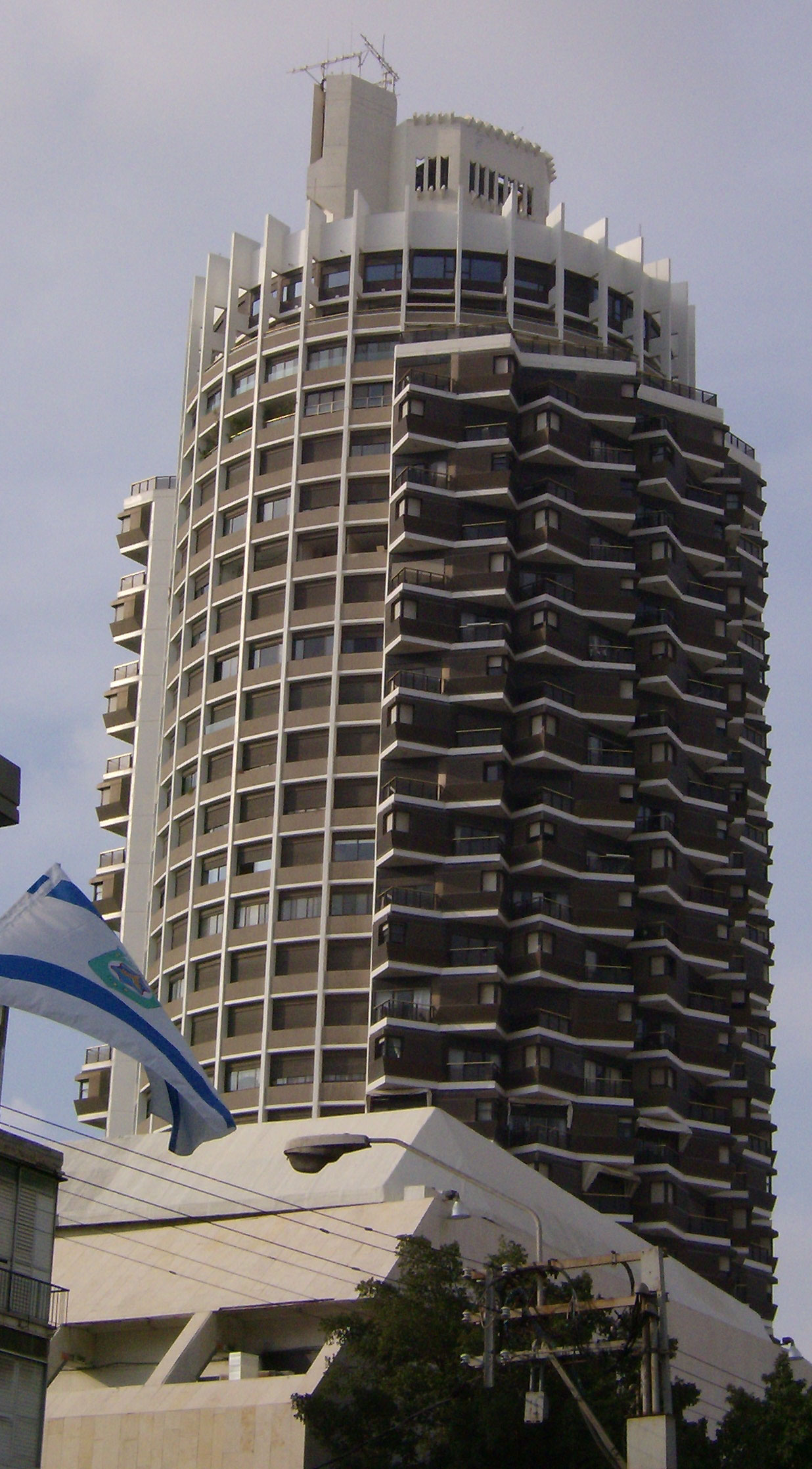
Дизенгофская башня.